# Claustro de San Camilo (Popayán)
El Exconvento de San Camilo de Lelis de la Congregación de los Hermanos Maristas, anteriormente conocido también como la Villa Marista, hoy en día denominado simplemente como Claustro de San Camilo, actualmente su mitad oriental funciona como una de las sedes de la Fundación Universitaria de Popayán, mientras que su parte occidental funge como Palacio de Justicia ''Luis Carlos Pérez''.
Se trata del complejo conventual más reciente y nuevo de entre todos los que existen en la ciudad, dado que su construcción fue recién entre inicios y mitad del siglo XX, no siendo el caso de los otros monasterios que se levantaron entre los siglos XVI al XVIII. Sin embargo, cuenta con los antecedentes de su predecesor convento de San Camilo, que databa de 1766 y se hallaba emplazado en el mismo sitio del actual claustro.
El actual edificio conventual se ubica enmarcado por las Calles de San Camilo y de El Achiral (Carrera 9 con Calle 8) al suroccidente del centro histórico de la capital del departamento del Cauca, en Colombia.

## Historia

### Antiguo Convento de San Camilo
Fue uno de los edificios coloniales más tradicionales de la ciudad, fue levantado en el sector de El Achiral a mediados del siglo XVIII al arribar los padres de la Orden Camiliana, invitados a la ciudad por el obispo de Popayán y el padre José Beltrán de Caicedo, siendo este último quien les donó 10000 pesos para costear su viaje desde España.
Además de los predios de El Achiral, también se les delegó la tarea de gestionar el Hospital del Humilladero que se acababa de inaugurar tras la tragedia que supuso para la población el terremoto del 2 de febrero de 1736, además los padres camilianos se encargaron de la difusión de la devoción al Santo Cristo de la Buena Muerte.
Siendo denominado todo el complejo como convento y capilla de los Padres Camilianos de la Buena Muerte y estos monjes continuaron regentando este sacro lugar hasta que con el estallido y consumación de las guerras de la independencia de Colombia en 1820, se vieron obligados a huir del pais por su firme apoyo al bando realista de la corona española, dejando el convento abandonado.
Fue entonces que en 1827, por decreto del presidente Simón Bolívar, el Libertador, el convento fue entregado a la recién creada Universidad del Tercer Distrito, más tarde conocida como Universidad del Cauca. Mientras que la propiedad de la capilla adyacente quedó bajo el amparo de la Diócesis de Popayán.
Sin embargo, al poco tiempo se les cede la propiedad del convento a la diócesis que instaló ahí una de las sedes del Seminario Mayor de Popayán, regentado por los padres lazaristas que para ese entonces funcionaba en el Claustro de San José.

### SigloXX
El Seminario Mayor funcionó en el claustro hasta que en el año de 1912 fue adquirido por parte de la congregación de los hermanos maristas para poder instalarse ahí. En este convento se inició la “Escuela Normal de San Camilo” en 1912, con el decreto Ministerial No. 827, que le otorgaba el privilegio de expedir los Títulos de Maestro y de Maestro superior. Los primeros títulos de normalistas son expedidos en 1916.

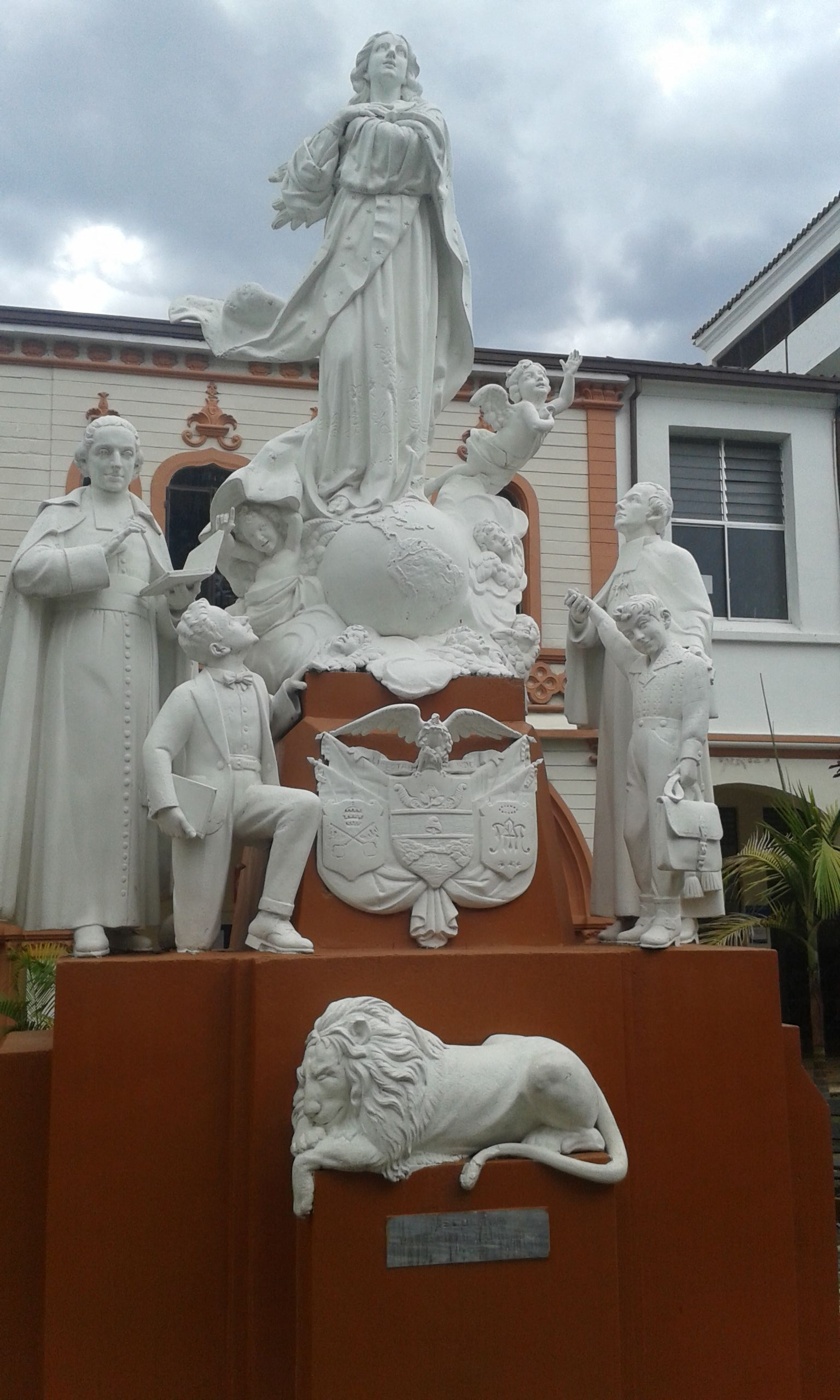
Escultura obra de Marceliano Vallejo ubicada en el patio del Claustro de San Camilo antigua Villamarista en Popayán

Sin embargo, el antiguo complejo conventual resultó ser insuficiente para las labores que llevaban a cabo los hermanos maristas, por lo que desde 1928 se proyectó la construcción, en primer lugar de un imponente templo en honor a la virgen que estuvo bajo la dirección del sacerdote francés Théodore Joseph, quien buscó inspiración en la Casa General de los Hermanos Maristas en Saint-Genis-Laval, Francia, utilizando este referente para orientar la construcción del nuevo edificio.Alejándose así del tradicional barroco ''Estilo Popayán'' y neoclásico que hasta entonces era el predominante en las construcciones religiosas en el centro.
Con la dedicación de la nueva Iglesia de Nuestra Señora de las Mercedes el 15 de agosto de 1930, se dieron paso a las nuevas obras de un convento que cumpliera con las necesidades de la congregación, por lo que se comenzó a demoler el antiguo convento camiliano para dar paso a un gran complejo de claustros en los que se usó el eclecticismo que combinaba varios estilos de arquitecturas como el neogótico e incluso modernismo.
Fue denominada como Villa Marista desde la década de 1950,mientras se finalizaba la demolición de la capilla con el convento y se terminaban las obras de construcción que se concluyeron al poco tiempo después. Por otra parte, todo el complejo del Claustro de San Camilo fue declarado junto a todo el centro histórico como Monumento Nacional de Colombia, por medio de la ley 163 del 30 de diciembre de 1959.
En el año de 1976, los maristas venden las instalaciones del convento al Ministerio de Trabajo, que dividen en dos mitades al convento, la parte oriental fue destinada para el Fondo Rotatorio del Ministerio de Justicia (Actual Palacio de Justicia Luis Carlos Pérez) y la occidental sirvió para ser sede del Instituto de Seguros Sociales.Mientras que la congregación se retiró a una cuadra más al sur donde hoy en día se erige la actual Villa Marista.
No obstante, el complejo del claustro soportó los embates del terremoto de 1983 debido en gran parte a sus materiales y diseño, de igual manera esto solo dio paso a una progresiva decadencia y abandono del exconvento por parte de sus propietarios

### SigloXXI
Ya entrado el nuevo milenio y al ver el lamentable estado de la histórica edificación, la Fundación Universitaria de Popayán en alianza con la Arquidiócesis de Popayán compraron al estado la mitad occidental del Claustro de San Camilo en el año 2014, para ser una de las sedes de esta universidadmientras que su parte oriental continúa siendo el Palacio de Justicia hasta el día de hoy.
La Iglesia de las Mercedes por otro lado, fue rescatada del abandono por la arquidiócesis y tras una rigurosa restauración fue devuelta al culto público con una celebración presidida por monseñor Iván Antonio Marín el 17 de abril de 2016.

## Características arquitectónicas
Destaca por no pertenecer a la arquitectura colonial española típica de Popayán sino ser de estilo neogótico de construcción mucho más moderna, al día de hoy cuenta con cuatro patios grandes y amplios con vegetación y ornamentación escultórica en su parte universitaria, mientras que su lado del palacio tiene dos patios de gran extensión, siendo un conjunto bastante extenso si incluimos a la hermosa capilla del claustro dedicada a Nuestra Señora de las Mercedes.